# Pseudacrossus absconditus
Pseudacrossus absconditus är en skalbaggsart som beskrevs av Vladimir Balthasar 1932. Pseudacrossus absconditus ingår i släktet Pseudacrossus och familjen Aphodiidae. Inga underarter finns listade i Catalogue of Life.